# ASNOVA
ASNOVA (en russe : АСНОВА, acronyme de Ассоциация новых архитекторов, « Association de nouveaux architectes ») était une association d'architectes d'avant-garde de l'Union soviétique qui fut active dans les années 1920 jusqu'au début des années 1930, souvent appelée les « rationalistes. »
L'association a été créée en 1923 par Nikolaï Ladovski, enseignant à la Vkhoutemas, et des membres de l'Inkhouk, avec d'autres architectes d'avant-garde comme Vladimir Krinsky. L'enseignement de Ladovski, bien que résolument moderniste, était cependant plus intuitif que rationnel, et il se basait en partie sur la Gestalttheorie. En 1919 Ladovski définit le rationalisme comme « l'économie de l'énergie psychique dans la perception spatiale et dans ses aspects fonctionnels appliquée à l'art de construire », qu'il opposait à un « rationalisme technique ». Les recherches du groupe furent particulièrement influentes sur le travail d'Hugo Münsterberg, et Ladovski construisit un laboratoire psychotechnique en 1926 basé sur la théorie de Münsterberg de la psychologie industrielle. En général le groupe se concentrait sur la création d'effets « psycho-organisationnels » dans l'architecture : une approche plus sculpturale que fonctionnelle, leur valant l'accusation de formaliste par le groupe OSA naissant. ASNOVA et OSA engagèrent une polémique sur la revendication du nom Constructivisme.
Le groupe reçut un nouvel essor au milieu des années 1920 avec la notoriété croissante d'El Lissitzky qui dessina un des numéro du journal d'ASNOVA en 1926. De plus Constantin Melnikov, alors devenu architecte moderniste le plus célèbre de l'Union soviétique, rejoignait le groupe sur un point, préférant l'intérêt d'ASNOVA sur l'affect et l'intuition plutôt que la précision scientifique de l'OSA - cependant lui ainsi qu'Ilya Golossov constituèrent plutôt un juste milieu entre ASNOVA et OSA. Berthold Lubetkin, plus connu pour son travail à Londres, fut aussi un associé précoce du groupe. La Ville volante de Gueorgui Kroutikov fut un projet de l'ASNOVA qui devint célèbre pour son utopisme mâtiné d'emprunts à la science-fiction.
Les membres d'ASNOVA furent de prolifiques architectes et participèrent à de nombreux concours, cependant peu ont construit. Melnikov et Ladovski, membres du groupe, arrivèrent respectivement deuxième et troisième du concours pour le pavillon soviétique de l'exposition de Paris en 1925. Quelques rares projets réalisés ont survécu dans l'ancienne URSS. Les plus notables sont les immeubles de Ladovski sur Tverskaya à Moscou (1929) et une série de trois cuisines et équipements communaux « condensateurs sociaux » entre 1928 et 1931 par une équipe de l'ASNOVA constituée de A. K. Barutchev, I. A. Gil'ter, I. A. Meerzon et Ya. O. Rubanchik. L'ASNOVA se sépara en 1928 quand Ladovski fonda son propre groupe, l'ARU (Association d'architectes urbanistes), même s'il proposa un projet commun pour le concours du Palais des Soviets. Le groupe fut dissous en 1932 parmi beaucoup d'autres associations artistiques.